# Poshtehān-e Bozorg
Poshtehān-e Bozorg (persiska: Poshtehān, پشتهان بزرگ) är en ort i Iran.   Den ligger i provinsen Gilan, i den nordvästra delen av landet, 210 km nordväst om huvudstaden Teheran. Poshtehān-e Bozorg ligger 550 meter över havet och antalet invånare är 332.
Terrängen runt Poshtehān-e Bozorg är bergig åt sydost, men åt nordväst är den kuperad.Runt Poshtehān-e Bozorg är det ganska glesbefolkat, med 45 invånare per kvadratkilometer. Närmaste större samhälle är Rostamābād, 10,7 km väster om Poshtehān-e Bozorg. I omgivningarna runt Poshtehān-e Bozorg växer i huvudsak blandskog.